# Быковский сельский совет (Криничанский район)
Быковский сельский совет (укр. Биківська сільська рада) — входит в состав
Криничанского района
Днепропетровской области
Украины.
Административный центр сельского совета находится в 
с. Быково.

## Населённые пункты совета
- с. Быково
- с. Василевка
- с. Водяное